# Domknięcie przechodnie
Domknięcie przechodnie relacji dwuargumentowej {\displaystyle R} na zbiorze {\displaystyle X} jest to najmniejsza (w sensie inkluzji) relacja przechodnia {\displaystyle R^{+}} na zbiorze {\displaystyle X,} która zawiera {\displaystyle R.}
Dla każdej relacji istnieje jej domknięcie przechodnie. Dla dowodu wystarczy zauważyć, że iloczyn dowolnej rodziny relacji przechodnich jest relacją przechodnią. Ponadto dla każdej relacji na zbiorze {\displaystyle X} istnieje co najmniej jedna relacja przechodnia ją zawierająca – mianowicie {\displaystyle X\times X.} Wobec tego domknięcie przechodnie relacji można określić jako iloczyn wszystkich relacji przechodnich na {\displaystyle X} ją zawierających.

## Alternatywna definicja
Można też zdefiniować domknięcie przechodnie inaczej. Mianowicie, dla dowolnych elementów {\displaystyle x,y\in X} zachodzi:
{\displaystyle xR^{+}y\iff (\exists {n\in \mathbb {N} })(\exists {x_{1},x_{2},\dots ,x_{n}\in X})(xRx_{1}Rx_{2}R\dots Rx_{n-1}Rx_{n}Ry),}
to znaczy elementy {\displaystyle x,y} są w relacji {\displaystyle R^{+}} będącej domknięciem przechodnim {\displaystyle R,} o ile istnieje taki skończony ciąg elementów zbioru {\displaystyle X,} że {\displaystyle x} jest w relacji {\displaystyle R} z pierwszym elementem tego ciągu, pierwszy element ciągu jest w relacji {\displaystyle R} z drugim, drugi z trzecim itd., zaś ostatni element ciągu jest w relacji {\displaystyle R} z {\displaystyle y.}
Formalnie, wykorzystując działanie składania relacji, można również napisać:
{\displaystyle R^{+}=R^{1}\cup R^{2}\cup R^{3}\cup \dots =\bigcup _{n=1}^{\infty }R^{n}.}
Stąd bierze się alternatywne oznaczenie relacji {\displaystyle R^{+},} mianowicie {\displaystyle R^{\infty }}.

## Domknięcie przechodnie grafu
W teorii grafów można rozpatrywać pojęcie domknięcia przechodniego grafu. Definiuje się je analogicznie do domknięcia przechodniego relacji, ponieważ każdą relację dwuargumentową można przedstawić w postaci grafu skierowanego.
Niech {\displaystyle G=(V,A)} będzie grafem skierowanym. Graf skierowany {\displaystyle G^{+}=(V,A^{+})} nazywany jest domknięciem przechodnim grafu {\displaystyle G,} gdy {\displaystyle A^{+}} jest zbiorem wszystkich takich par {\displaystyle (a,b)} wierzchołków ze zbioru {\displaystyle V,} że w grafie {\displaystyle G} istnieje droga z {\displaystyle a} do {\displaystyle b.}

## Przykłady
- Niech {\displaystyle X} oznacza zbiór wszystkich członków pewnej populacji. Jeśli przez {\displaystyle R} rozumiemy relację bycia rodzicem, to domknięciem przechodnim {\displaystyle R} jest relacja bycia przodkiem.
- Niech {\displaystyle X} oznacza pewien zbiór lotnisk. Określmy relację {\displaystyle R} na {\displaystyle X} następująco: {\displaystyle aRb} dla lotnisk {\displaystyle a,b} ze zbioru {\displaystyle X,} o ile istnieje bezpośrednie połączenie z {\displaystyle a} do {\displaystyle b.} Przechodnim domknięciem tej relacji jest relacja {\displaystyle S} określona następująco: {\displaystyle aSb,} o ile można dolecieć z {\displaystyle a} do {\displaystyle b} bezpośrednio, lub z pewną liczbą przesiadek.
- Niech {\displaystyle X=\{1,2,3,4\},\;R=\{(1,2),(2,4),(4,3)\}.} Wtedy domknięciem przechodnim {\displaystyle R} jest relacja: {\displaystyle \{(1,2),(1,4),(1,3),(2,4),(2,3),(4,3)\}.}

## Algorytmy
Istnieją wydajne algorytmy odnajdywania domknięcia przechodniego. Jednym z algorytmów pozwalających na wyznaczenie domknięcia przechodniego jest algorytm Floyda-Warshalla.